# Cardiectomía
Cardiectomía es un término que se utiliza en medicina con dos significados diferentes:
- Significa extirpar el corazón, por ejemplo antes de un trasplante cardiaco.[1] No debemos confundir el término con el de cardiotomía, que significa practicar incisión sobre el corazón.

- Escisión del cardias del estómago, porción del estómago que rodea a la unión gastroesofágica.[2]

## Etimología
La palabra proviene del griego kardia que significa corazón.

## Términos relacionados
- Pericardiectomia. Es la extirpación total o parcial del pericardio, membrana que rodea el corazón. Se emplea en ocasiones este procedimiento quirúrgico en el tratamiento de la pericarditis.